# Monte de Sión
Monte de Sión är en ort i Mexiko.   Den ligger i kommunen Palenque och delstaten Chiapas, i den sydöstra delen av landet, 800 km öster om huvudstaden Mexico City. Monte de Sión ligger 64 meter över havet och antalet invånare är 144.
Terrängen runt Monte de Sión är platt. Runt Monte de Sión är det ganska glesbefolkat, med 34 invånare per kvadratkilometer. Närmaste större samhälle är Palenque, 10,9 km söder om Monte de Sión. Omgivningarna runt Monte de Sión är en mosaik av jordbruksmark och naturlig växtlighet.